# 인터내셔널 하키 리그 (1945년~2001년)
인터내셔널 하키 리그(International Hockey League, IHL)는 미국의 내셔널 하키 리그의 마이너 리그이다. 1945년에 리그가 시작된 뒤 2001년 사라진 리그이다.

## 역대 IHL 팀
| 구단명                       | 연고지                                      | 경기장                                             | 수용인원          | 리그 참가                   |
| ---------------------------- | ------------------------------------------- | -------------------------------------------------- | ----------------- | --------------------------- |
| 디트로이트 오토 클럽         | 미시간주 디트로이트                         | 디트로이트 올림피아                                | 15,000명          | 1945년~1951년               |
| 디트로이트 브라이트 굿이어스 | 미시간주 디트로이트                         | 디트로이트 올림피아                                | 15,000명          | 1945년~1949년               |
| 윈저 고트프레드슨즈          | 온타리오주 윈저                             | 윈저 아레나                                        | 4,400명           | 1945년~1946년               |
| 윈저 스태퍼즈                | 온타리오주 윈저                             | 윈저 아레나                                        | 4,400명           | 1946년~1948년               |
| 윈저 라이언 크리즈           | 온타리오주 윈저                             | 윈저 아레나                                        | 4,400명           | 1948년~1950년               |
| 윈저 스핏파이어스            | 온타리오주 윈저                             | 윈저 아레나                                        | 4,400명           | 1945년~1947년               |
| 윈저 헤트케 스핏파이어스     | 온타리오주 윈저                             | 윈저 아레나                                        | 4,400명           | 1947년~1949년               |
| 디트로이트 헤트케            | 미시간주 디트로이트                         | 디트로이트 올림피아                                | 15,000명          | 1949년~1952년               |
| 디트로이트 메탈 몰딩스       | 미시간주 디트로이트                         | 디트로이트 올림피아                                | 15,000명          | 1946년~1948년               |
| 디트로이트 제리 린치         | 미시간주 디트로이트                         | 디트로이트 올림피아                                | 15,000명          | 1948년~1949년               |
| 털리도 머큐리스              | 오하이오주 털리도                           | 털리도 스포츠 아레나                               | 5,230명           | 1947년~1949년 1950년~1962년 |
| 애크런 아메리칸스            | 오하이오주 애크런                           | 빈칸                                               | 빈칸              | 1948년~1949년               |
| 루이빌 블레이즈              | 켄터키주 루이빌                             | 루이빌 가든                                        | 6,000명           | 1948년~1949년               |
| 밀워키 클락스                | 위스콘신주 밀워키                           | 빈칸                                               | 빈칸              | 1948년~1949년               |
| 먼시 플라이어스              | 인디애나주 먼시                             | 빈칸                                               | 빈칸              | 1948년~1949년               |
| 사니아 스탈러스              | 온타리오주 사니아                           | 사니아 아레나                                      | 2,302명           | 1949년~1951년               |
| 채텀켄트 마룬스              | 온타리오주 채텀켄트                         | 채텀켄트 메모리얼 아레나                           | 2,412명           | 1949년~1952년 1963년~1964년 |
| 그랜드래피즈 로키츠          | 미시간주 워커                               | 스타디움 아레나                                    | 5,000명           | 1950년~1956년               |
| 헌팅턴 호니츠                | 웨스트버지니아주 헌팅턴                     | 베터런스 메모리얼 필드하우스                       | 8,500명           | 1956년~1957년               |
| 루이빌 레벌스                | 켄터키주 루이빌                             | 프리덤 홀                                          | 18,865명          | 1957년~1960년               |
| 트로이 브루인스              | 오하이오주 트로이                           | 호바트 아레나                                      | 3,782명           | 1951년~1959년               |
| 신시내티 모호크스            | 오하이오주 신시내티                         | 신시내티 가든                                      | 8,016명           | 1952년~1958년               |
| 포트웨인 코메츠              | 인디애나주 포트웨인                         | 앨런 카운티 워 메모리얼 콜리시엄                   | 10,480명          | 1952년~1990년               |
| 올버니 차퍼스                | 뉴욕주 올버니                               | 니커보커 아레나                                    | 14,236명          | 1990년~1991년               |
| 존스타운 제츠                | 펜실베이니아주 존스타운                     | 캠브리아 카운티 워 메모리얼 아레나                 | 4,001명           | 1953년~1955년               |
| 루이빌 슛팅 스타즈           | 켄터키주 루이빌                             | 루이빌 가든                                        | 6,000명           | 1953년~1954년               |
| 매리언 베이런스              | 오하이오주 매리언                           | 베터런스 메모리얼 콜리시엄                         | 3,500명           | 1953년~1954년               |
| 인디애나폴리스 치프스        | 인디애나주 인디애나폴리스                   | 인디애나 스테이트 페어 콜리시엄                    | 6,300명           | 1955년~1962년               |
| 밀워키 팰컨스                | 위스콘신주 밀워키                           | 빈칸                                               | 빈칸              | 1959년~1960년               |
| 덴버 매버릭스                | 콜로라도주 덴버                             | 덴버 콜리시엄                                      | 8,140명           | 1959년                      |
| 미니애폴리스 밀러스          | 미네소타주 미니애폴리스                     | 미니애폴리스 아레나                                | 5,500명           | 1959년~1963년               |
| 오마하 나이츠                | 네브래스카주 오마하                         | 아크사벤                                           | 7,200명           | 1959년~1963년               |
| 세인트폴 세인츠              | 미네소타주 세인트폴                         | 세인트폴 오디토리움                                | 5,000명           | 1959년~1963년               |
| 머스키곤 제퍼스              | 미시간주 머스키곤                           | L.C. 워커 아레나                                   | 5,100명           | 1960년~1965년               |
| 머스키곤 모호크스            | 미시간주 머스키곤                           | L.C. 워커 아레나                                   | 5,100명           | 1965년~1984년               |
| 머스키곤 럼버잭스            | 미시간주 머스키곤                           | L.C. 워커 아레나                                   | 5,100명           | 1984년~1992년               |
| 클리블랜드 럼버잭스          | 오하이오주 클리블랜드                       | 콜리시엄 앳 리치필드 건드 아레나                   | 18,544명 20,056명 | 1992년~2001년               |
| 포트휴런 플래그스            | 미시간주 포트휴런                           | 맥모란 플레이스                                    | 3,400명           | 1962년~1971년 1974년~1981년 |
| 포트휴런 윙스                | 미시간주 포트휴런                           | 맥모란 플레이스                                    | 3,400명           | 1971년~1974년               |
| 디모인 오크 리프스           | 아이오와주 디모인                           | 디모인 아이스 아레나                               | 3,408명           | 1963년~1972년               |
| 디모인 캐피탈스              | 아이오와주 디모인                           | 디모인 아이스 아레나                               | 3,408명           | 1972년~1975년               |
| 털리도 블레이즈              | 오하이오주 털리도                           | 털리도 스포츠 아레나                               | 5,230명           | 1963년~1970년               |
| 털리도 호니츠                | 오하이오주 털리도                           | 털리도 스포츠 아레나                               | 5,230명           | 1970년~1974년               |
| 랜싱 랜서즈                  | 미시간주 랜싱                               | 메트로 아이스 아레나                               | 빈칸              | 1974년~1975년               |
| 윈저 불독스                  | 온타리오주 윈저                             | 윈저 아레나                                        | 4,400명           | 1963년~1964년               |
| 데이턴 젬스                  | 오하이오주 데이턴                           | 하라 아레나                                        | 5,500명           | 1964년~1977년 1979년~1980년 |
| 콜럼버스 체커스              | 오하이오주 콜럼버스                         | 페어그라운드 콜리시엄                              | 5,003명           | 1966년~1970년               |
| 콜럼버스 골드 실즈           | 오하이오주 콜럼버스                         | 페어그라운드 콜리시엄                              | 5,003명           | 1971년~1973년               |
| 콜럼버스 올스                | 오하이오주 콜럼버스                         | 페어그라운드 콜리시엄                              | 5,003명           | 1973년~1977년               |
| 데이턴 올스                  | 오하이오주 데이턴                           | 하라 아레나                                        | 5,500명           | 1977년                      |
| 그랜드래피즈 올스            | 미시간주 바이런 센터                        | 사우스사이드 커뮤니티 아이스 센터                  | 빈칸              | 1977년~1980년               |
| 플린트 제네럴스              | 미시간주 플린트                             | IMA 스포츠 아레나                                  | 4,021명           | 1969년~1985년               |
| 새기노 제네럴스              | 미시간주 새기노                             | 빈칸                                               | 빈칸              | 1985년~1987년               |
| 새기노 호크스                | 미시간주 새기노                             | 빈칸                                               | 빈칸              | 1987년~1989년               |
| 새기노 기어즈                | 미시간주 새기노                             | 새기노 시빅 센터                                   | 5,527명           | 1972년~1983년               |
| 캘러머주 윙스                | 미시간주 캘러머주                           | 윙스 스타디움                                      | 5,113명           | 1974년~1995년               |
| 미시간 K-윙스                | 미시간주 캘러머주                           | 윙스 스타디움                                      | 5,113명           | 1995년~2000년               |
| 털리도 골디거즈              | 오하이오주 털리도                           | 털리도 스포츠 아레나                               | 5,230명           | 1974년~1986년               |
| 캔자스시티 블레이즈          | 미주리주 캔자스시티                         | 캠퍼 아레나                                        | 19,500명          | 1990년~2001년               |
| 밀워키 애드미럴츠            | 위스콘신주 밀워키                           | 메카 아레나 브래들리 센터                          | 9,652명 17,845명  | 1977년~2001년               |
| 피오리아 프랜서스            | 일리노이주 피오리아                         | 피오리아 시빅 센터                                 | 9,919명           | 1982년~1984년               |
| 피오리아 리버맨              | 일리노이주 피오리아                         | 피오리아 시빅 센터                                 | 9,919명           | 1984년~1996년               |
| 샌안토니오 드래건즈          | 텍사스주 샌안토니오                         | 프리먼 콜리시엄                                    | 9,800명           | 1996년~1998년               |
| 솔트레이크 골든 이글스       | 유타주 솔트 레이크 시티                     | 솔트 팰리스                                        | 10,594명          | 1984년~1994년               |
| 디트로이트 바이퍼스          | 미시간주 오번 힐스                          | 더 팰리스 오브 오번 힐스                           | 20,804명          | 1994년~2001년               |
| 인디애나폴리스 체커스        | 인디애나주 인디애나폴리스                   | 인디애나 스테이트 페어 콜리시엄 마켓 스퀘어 아레나 | 6,300명 15,993명  | 1984년~1987년               |
| 콜로라도 레인저스            | 콜로라도주 덴버                             | 덴버 콜리시엄                                      | 8,140명           | 1987년~1988년               |
| 덴버 레인저스                | 콜로라도주 덴버                             | 덴버 콜리시엄                                      | 8,140명           | 1988년~1989년               |
| 피닉스 로드러너스            | 애리조나주 피닉스                           | 애리조나 베터런스 메모리얼 콜리시엄                | 13,730명          | 1989년~1997년               |
| 플린트 스피릿츠              | 미시간주 플린트                             | IMA 스포츠 아레나                                  | 4,021명           | 1985년~1990년               |
| 포트웨인 코메츠              | 인디애나주 포트웨인                         | 앨런 카운티 워 메모리얼 콜리시엄                   | 10,480명          | 1990년~1999년               |
| 인디애나폴리스 아이스        | 인디애나주 인디애나폴리스                   | 펩시 콜리시엄 마켓 스퀘어 아레나                   | 6,300명 15,993명  | 1988년~1999년               |
| 샌디에이고 걸즈              | 캘리포니아주 샌디에이고                     | 샌디에이고 스포츠 아레나                           | 12,920명          | 1990년~1995년               |
| 로스앤젤레스 아이스 독스     | 캘리포니아주 로스앤젤레스                   | 로스앤젤레스 메모리얼 스포츠 아레나                | 14,546명          | 1995년~1996년               |
| 롱비치 아이스 독스           | 캘리포니아주 롱비치                         | 롱비치 스포츠 아레나                               | 11,200명          | 1996년~2000년               |
| 애틀랜타 나이츠              | 조지아주 애틀랜타                           | 옴니 콜리시엄                                      | 15,278명          | 1992년~1996년               |
| 퀘벡 라팔스                  | 퀘벡주 퀘벡                                 | 콜로세 데 퀘벡                                     | 15,176명          | 1996년~1998년               |
| 신시내티 사이클론즈          | 오하이오주 신시내티                         | 퍼스타 센터                                        | 14,453명          | 1992년~2001년               |
| 라스베이거스 선더            | 네바다주 패러다이스                         | 토머스 & 맥 센터                                   | 18,776명          | 1993년~1999년               |
| 시카고 울브스                | 일리노이주 로즈먼트                         | 올스테이트 아레나                                  | 16,692명          | 1994년~2001년               |
| 휴스턴 에어로스              | 텍사스주 휴스턴                             | 컴팩 센터 도요타 센터                              | 15,242명 17,800명 | 1994년~2001년               |
| 미네소타 무스                | 미네소타주 세인트폴                         | 세인트폴 시빅 센터                                 | 16,000명          | 1994년~1996년               |
| 매니토바 무스                | 매니토바주 위니펙                           | 위니펙 아레나                                      | 13,985명          | 1996년~2011년               |
| 덴버 그리즐리스              | 콜로라도주 덴버                             | 맥니콜스 스포츠 아레나                             | 16,061명          | 1994년~1995년               |
| 유타 그리즐리스              | 유타주 솔트레이크시티 유타주 웨스트밸리시티 | 델타 센터 E 센터                                   | 14,000명 10,100명 | 1995년~2001년               |
| 올랜도 솔저 베어스           | 플로리다주 올랜도                           | 올랜도 아레나                                      | 15,948명          | 1995년~2001년               |
| 샌프란시스코 스파이더스      | 캘리포니아주 데일리 시티                    | 카우 팰리스                                        | 11,089명          | 1995년~1996년               |
| 그랜드래피즈 그리핀스        | 미시간주 그랜드래피즈                       | 반 앤델 아레나                                     | 10,834명          | 1996년~2001년               |